# Exema elliptica
Exema elliptica är en skalbaggsart som beskrevs av Karren 1966. Exema elliptica ingår i släktet Exema och familjen bladbaggar. Inga underarter finns listade i Catalogue of Life.